# Волконский, Фёдор Михайлович
Князь Фёдор Миха́йлович Волко́нский († 1747) — ближний окольничий и рекетмейстер, во времена правления Петра I, Екатерины I, Петра II, Анна Иоановны и Елизаветы Петровны.
Рюрикович, из княжеского рода Волконских. Сын князя Михаила Андреевича Волконского.

## Биография
Пожалован в комнатные стольники (24 декабря 1692). По Спиридову, был в Азовском походе (1696), а в какой должности, не сказано. Пожалован в окольничие (16 января 1721) Назначен рекетмейстером (28 января 1727).
За комнатным стольником князем Фёдором Михайловичем состояли имения в Клинском, Рязанском и Переяславском уездах (1705).
Умер († 29 июля 1747).

## Семья
Женат дважды:
1. Екатерина Матвеевна урождённая Еропкина,
2. Княжна Анастасия Афанасьевна Солнцева-Засекина.

Дети:
- Князь Волконский Семён Фёдорович.
- Князь Волконский Пётр Фёдорович — ему переданы поместья отца (1759).